# Hôtel de préfecture du Loiret
L'hôtel de préfecture du Loiret, ancienne abbaye Notre-Dame de Bonne-Nouvelle est un édifice situé dans la ville d'Orléans, dans le Loiret en région Centre-Val de Loire.

## Situation

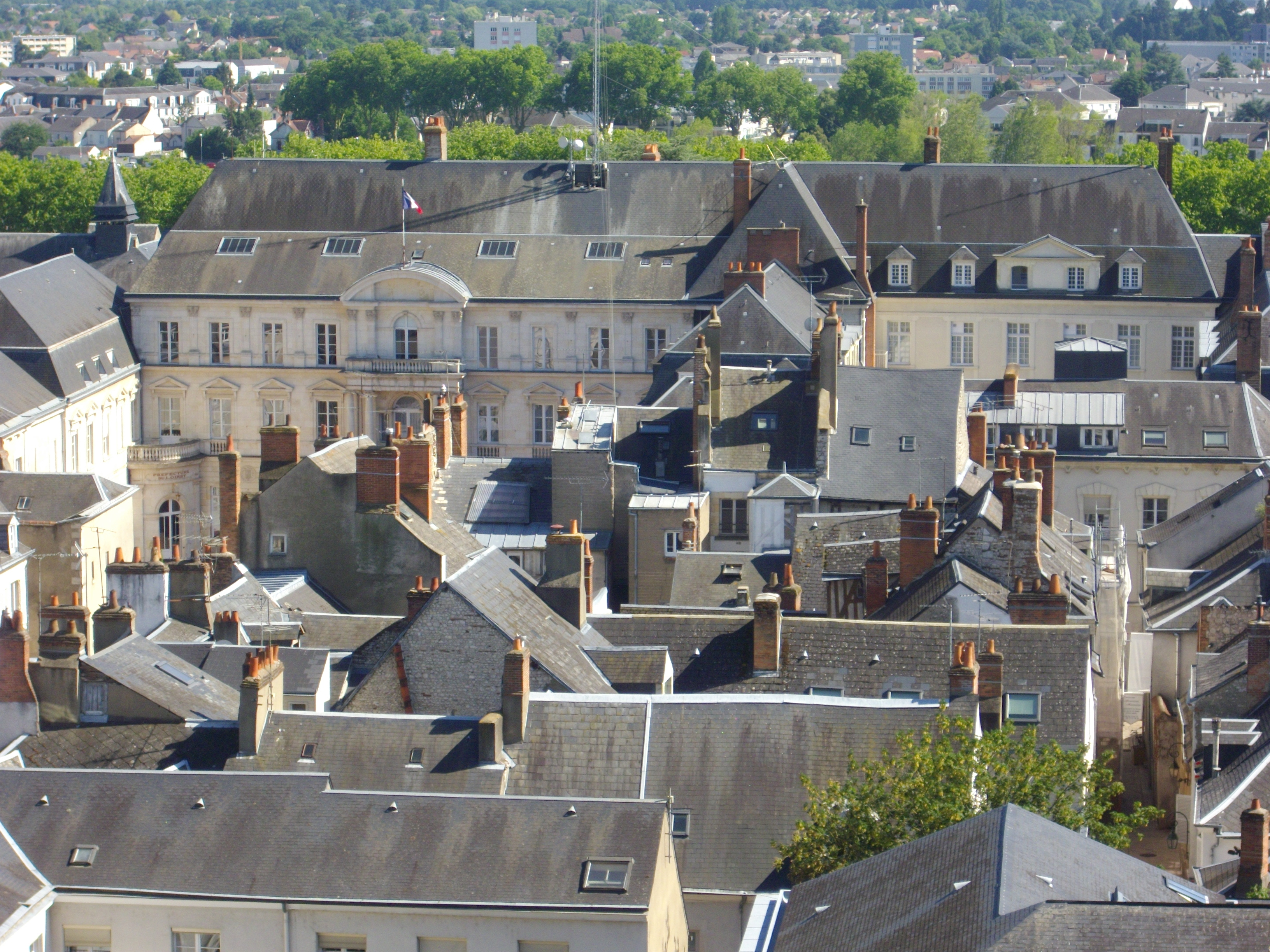
Vue de l’hôtel de préfecture depuis les toits de la cathédrale.

L'hôtel de préfecture du Loiret est situé dans le chef-lieu du Loiret, à 9 rue Saint-Pierre-Lentin dans les quartiers Centre d'Orléans.

## Histoire
L’abbaye fut fondée à l'emplacement présumé de constructions gallo-romaines. En 1149, Simon de Beaugency donne en aumône le monastère aux bénédictins de Marmoutier, elle est alors réduite au rang de prieuré conventuel. En 1562 et 1567, l'ensemble est dévasté. En 1670, un nouveau prieuré est construit. L'église est reconstruite en 1740. À la Révolution, le monastère est acheté comme bien national pour l'installation, dès décembre 1790, du directoire départemental. Sous le Second Empire, l'édifice est progressivement adapté à sa nouvelle fonction. Un plan dressé au XIXe siècle permet de connaître l'état des lieux.
Les façades et les toitures des bâtiments, sauf l'annexe construite dans la cour de service, l'aile centrale et ses ailes en retour d'origine, en totalité, le jardin en terrasse et son mur de soutènement sont inscrits au titre des monuments historiques par arrêté du 1er mars 2005. La cave médiévale voûtée située sous la cour de service, l'escalier d'honneur orné d'une rampe de fer forgé avec sa cage sont classés au titre des monuments historiques par arrêté du 13 novembre 2008.

## Description

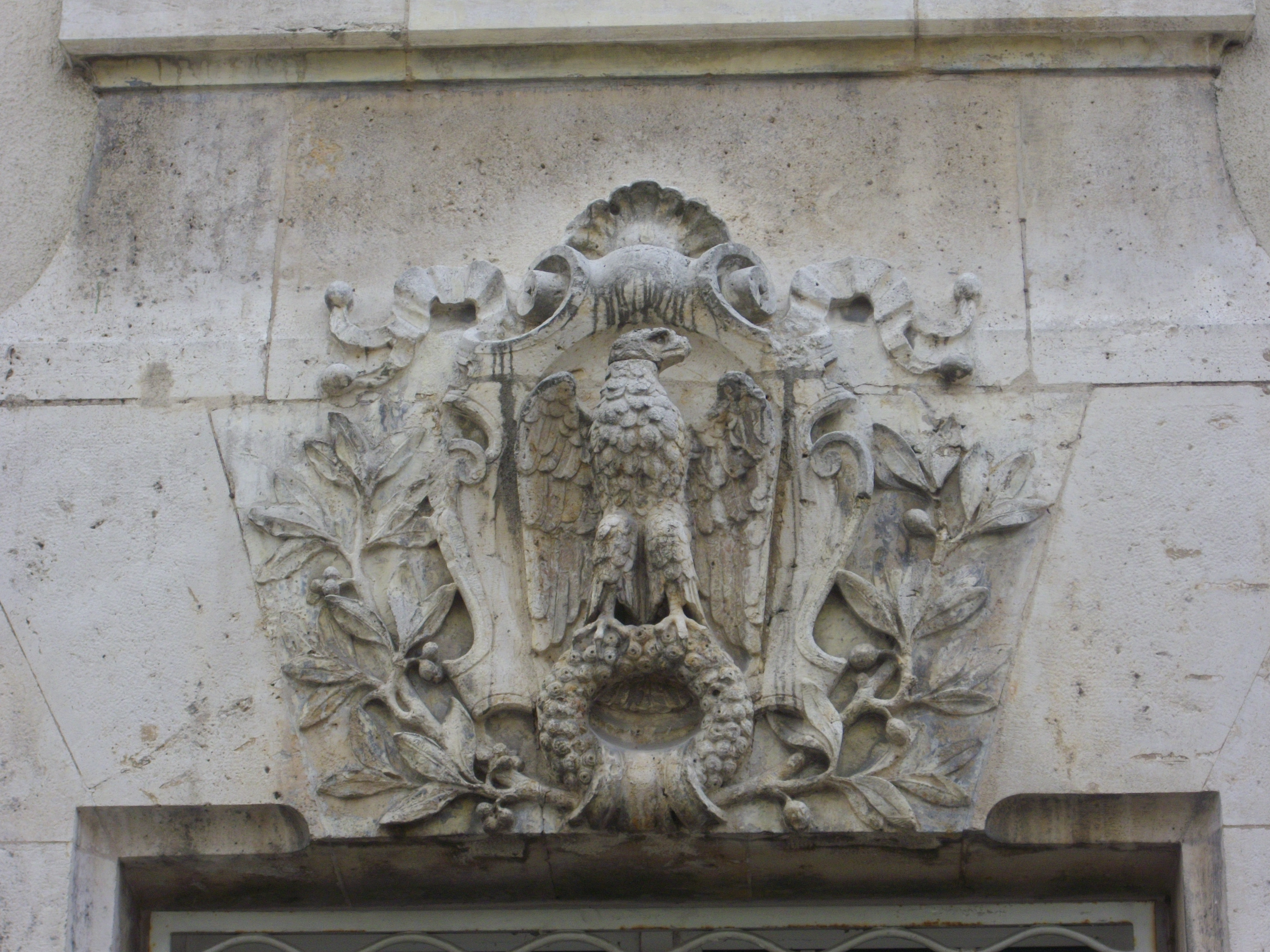
Relief d'aigle sur la façade rue de Bourgogne.

Le bâtiment fermant la cour de service abrite la police et le télégraphe. Le long bâtiment d'origine conserve sa façade ancienne côté jardin. La façade sur la cour d'honneur est doublée en avant d'une galerie continue qui dessert les salles de réception du rez-de-chaussée. Deux galeries hautes superposées desservent les étages supérieurs, le mur de façade d'origine devient un refend longitudinal dans lequel furent percées les ouvertures donnant accès aux nouveaux locaux. Cette adjonction entraîna la modification de la toiture et la réalisation d'un imposant retroussis. Le bâtiment en retour est prolongé au nord et au sud.